# Alpengarten Villacher Alpe

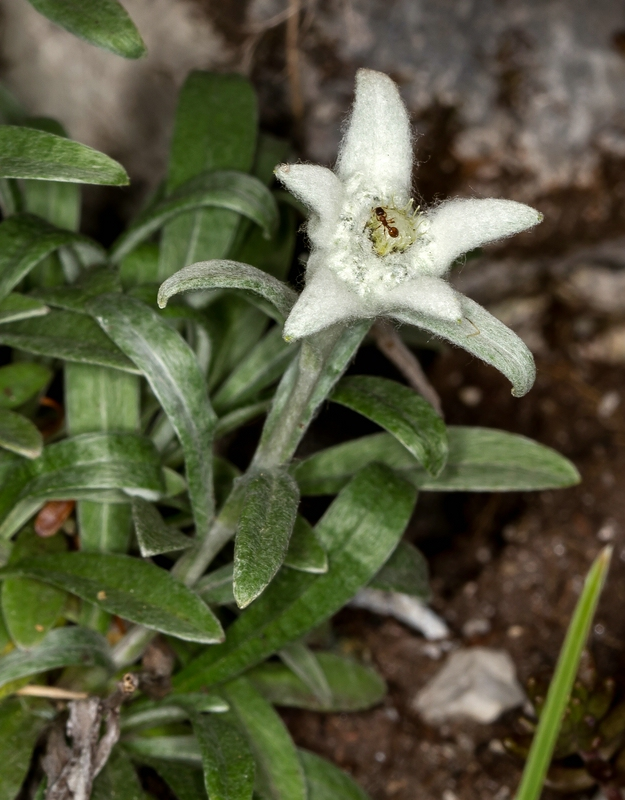
Alpen-Edelweiß (Leontopodium nivale)

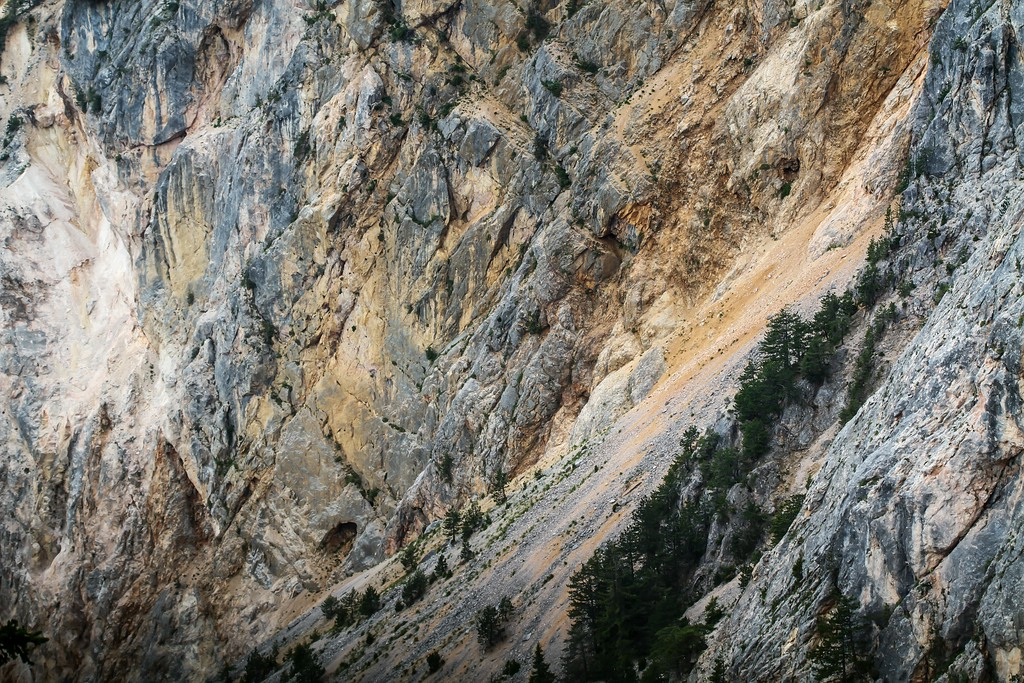
Blick über den Zaun des Alpengartens auf die Rote Wand

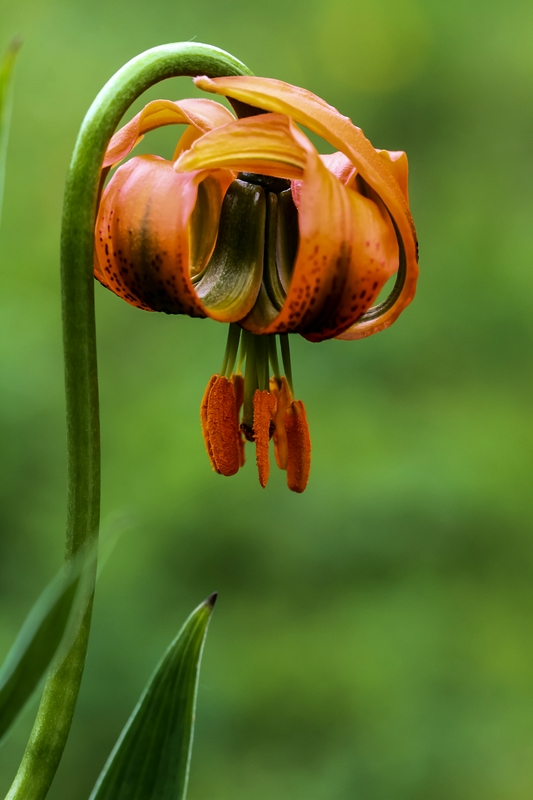
Krainer Lilie (Lilium carniolicum)

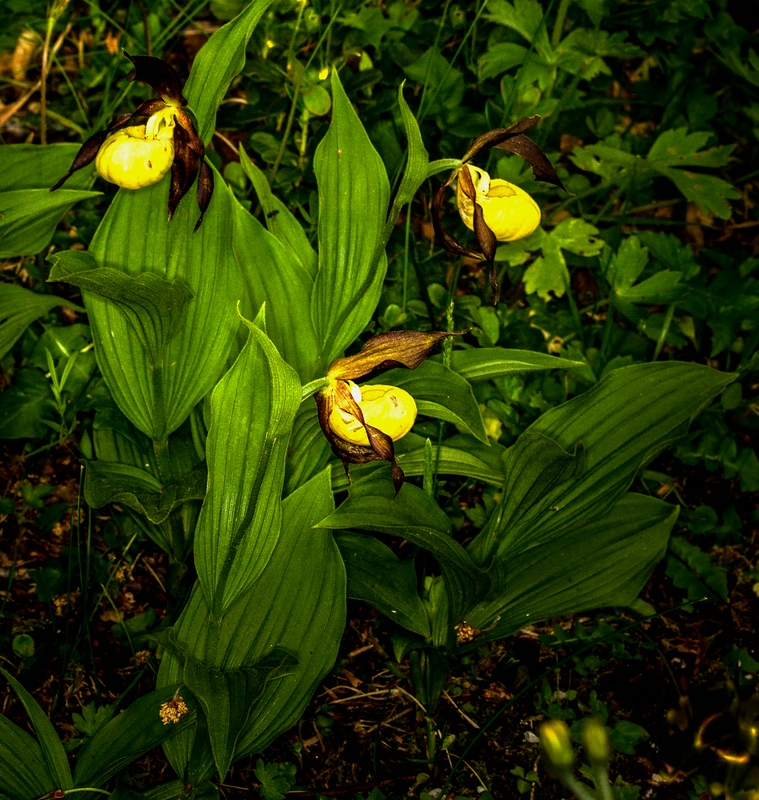
Gelber Frauenschuh (Cypripedium calceolus)

Der Alpengarten Villacher Alpe ist ein Botanischer Garten. Er erstreckt sich über 350 Meter Länge auf 12.000 m² entlang der Oberkante der steilen Roten Wand (Bild rechts), einem imposanten Bergsturz infolge eines Erdbebens im Jahr 1348.
Auf dem Bergstock Dobratsch in den östlichen Gailtaler Alpen 1500 Meter über dem Meeresspiegel gelegen ist der Botanische Garten auf der mautpflichtigen Villacher Alpenstraße erreichbar. Vom Parkplatz Nummer 6 der Alpenstraße führt ein bequemer, 200 Meter langer Weg ans Ziel.
Nach einem Vorschlag des Villacher Bürgermeisters Gottfried Timmerer im Jahr 1961 wurde der Garten fünf Jahre später gegründet und auf Initiative des Villacher Vereins Alpengarten Villacher Alpe am 1. Juli 1973 eröffnet. Als Wahrzeichen wurde die Alpenaurikel (Primula auricula) gewählt. Weil es unter der verkarsteten Kalkdecke des Berges keine Quelle gibt, muss für die mehr als 900 Pflanzenarten Regenwasser gesammelt werden.
Der Garten ist von Juni bis August täglich von 9 bis 18 Uhr geöffnet und auch im Mai, September sowie Oktober zeitweise zugänglich.